# Raffaele Vittorio Matteucci
Raffaele Vittorio Matteucci (Ripe, 1846 – Napoli, 16 luglio 1909) è stato un geologo e vulcanologo italiano.

## Biografia
Nel 1903 dopo la morte di Luigi Palmieri e il breve incarico di Eugenio Semmola fu nominato direttore dell'Osservatorio Vesuviano. Da qui seguì l'eruzione del 1906. Mantenne l'incarico fino al 1909, anno della sua morte. Nel 1911 gli successe Giuseppe Mercalli.